# Rui Costa Pimenta

Partido da Causa Operária, partido de Rui Costa Pimenta

Rui Costa Pimenta (São Paulo, 25 de junho de 1957) é um jornalista e político brasileiro, filiado ao Partido da Causa Operária (PCO), do qual é o presidente nacional desde 1995. É neto de João da Costa Pimenta e foi candidato à presidência da República por três vezes.
Rui é formado pela Faculdade Cásper Líbero, tendo já atuado nos movimentos estudantis e sindical, e foi um dos fundadores do Partido dos Trabalhadores (PT) em 1980, integrando a tendência petista Causa Operária. Após divergências políticas, a Causa foi expulsa do PT em 1995 – ano em que ocorreu a fundação do PCO. Edita o jornal Causa Operária, além de ministrar cursos e palestras no Brasil e Europa.

## Biografia
Rui Costa Pimenta começou suas atividade políticas na ditadura militar, em 1976. Começou a militar no movimento estudantil ao entrar na Universidade, participando do Congresso de Refundação da UNE em 1980 (Salvador), e foi diretor do Centro Acadêmico de Estudos Literários e Linguísticas (CAELL) da Faculdade de Letras da USP.
Em 1980 fez parte também do Congresso de Fundação da Organização IV Internacional, que daria origem à tendência Causa Operária do Partido dos Trabalhadores, baseada no nome do jornal da organização. No decorrer da década de 80, Rui participa das grandes lutas sindicais contra o governo Sarney. Em 1985, ano de maior crescimento do movimento grevista, é eleito diretor da Central Única dos Trabalhadores na região da grande São Paulo.
Em 1992, os militantes da Causa Operária declararam publicamente a sua ruptura com o PT. Em 1995, após um trabalho preparatório de três anos, foi lançado o Partido da Causa Operária, que obteve um registro provisório como partido legal. Em 1996, após uma campanha nacional de filiações, o partido obteve registro definitivo.
Em março de 2024, Rui se encontrou no Catar com o líder do Hamas, Ismail Haniya.

## Histórico
Rui foi candidato à Presidência da República em 2002, tendo obtido 38 619 votos (0,05%).
Foi novamente candidato em 2006, mas o Tribunal Superior Eleitoral (TSE) indeferiu o pedido de registro da candidatura alegando erro na prestação de contas relativa à campanha presidencial das eleições de 2002. Em protesto, o partido começou a usar sua parcela do horário político para protestar contra o TSE e incentivar a população a fazer o mesmo. O partido alegava que a ação do TSE foi uma "aberração jurídica", pois o TSE se utilizou de uma deliberação de 2004, com efeito retroativo sobre o atraso da prestação de contas de 2002. O protesto do PCO foi tirado do ar pois, segundo o TSE, houve um "desvirtuamento do programa veiculado pela agremiação, veiculando-se conteúdo aparentemente ofensivo e dissociado dos fins da propaganda eleitoral gratuita".
Em 2010, foi candidato pela segunda vez, tendo obtido 12 206 votos (0,01%).
Em 2014, concorreu novamente, alcançando 12 324 votos (0,01%). Nessas eleições, Rui deu entrevistas à Rede Globo, ao site Congresso em Foco e à Rádio CBN. Na Rede Globo, quando perguntado sobre suas aspirações nas eleições, o candidato afirmou que concorre em condições desiguais e que: "Concorro sem a menor ilusão. Não acreditamos que o sistema eleitoral nos permita ganhar", e completou: "o objetivo da candidatura é cumprir o papel de debater o programa político do partido".
Em 2018, Rui e o PCO decidiram apoiar de maneira crítica a candidatura do presidenciável do PT, Luiz Inácio Lula da Silva. O partido, no entanto, se recusou a entrar na coligação por diferenças programáticas.

## Mídia e cursos
Rui Costa apresenta todos os sábados no canal de TV on-line do YouTube Causa Operária TV o programa Análise Política Semanal, debatendo sobre os principais temas políticos da semana, além de sua análise semanal às terças-feiras no canal do YouTube Brasil247.
Além disso, Rui ministra cursos de formação teórica e política marxista como o Universidade de Férias e o Universidade Marxista, apresentando temas de história, economia e política, além do curso Marxismo, em que discute assuntos históricos sob a perspectiva do marxismo, como a questão do negro, as universidades, o identitarismo e a democracia.

## Livros
- Golpe de Estado no Brasil - Balanço e Perspectivas. Edições Causa Operária. 2018.
- A Era da Censura das Massas. Edições Causa Operária. 2021. Editora Democritus. 2021Referências

1. 1 2 3  «Rui Costa Pimenta». PCO. Consultado em 14 de janeiro de 2020
2. ↑  Pavini, Murilo (3 de março de 2024). «PCO monta palanque para chefe do Hamas». O Antagonista. Consultado em 16 de março de 2024
3. ↑  «Relatório das Eleições de 2002» (PDF). TSE. Consultado em 30 de janeiro de 2020
4. ↑  stf.jus.br: 1ª Turma nega recurso sobre impugnação de candidatura de Rui Pimenta Publicado 24 de outubro de 2006
5. ↑  pco.org.br: Rui Pimenta promove protesto contra impugnação Publicado dia 8 de setembro de 2006.
6. ↑  conjur.estadao.com.br: Justiça proíbe propaganda de protesto do candidato Rui Pimenta Publicado dia 16 de setembro de 2006.
7. ↑  pco.org.br: TSE censura programa do PCO Publicado dia 17 de setembro de 2006.
8. ↑  «Apuração de votos e candidatos eleitos (1º turno) - UOL Eleições 2010». placar.eleicoes.uol.com.br. Consultado em 29 de julho de 2019
9. ↑  G1, Do; Brasília, em (5 de outubro de 2014). «Dilma e Aécio decidirão eleição para presidente no segundo turno». Eleições 2014. Consultado em 29 de julho de 2019
10. 1 2  Entrevista com o candidato à Presidência da República Rui Costa Pimenta - Eleições 2014 no G1 – Vídeos, Pesquisas, Apuração de Votos e Resultados - Catálogo de Vídeos, consultado em 4 de fevereiro de 2021
11. ↑  «'Democracia é coisa do passado', diz Rui Costa Pimenta - YouTube». www.youtube.com. Consultado em 4 de fevereiro de 2021
12. ↑  G1, Do; Brasília, em (20 de agosto de 2014). «Rui Pimenta defende população armada para combater o crime». Eleições 2014. Consultado em 30 de janeiro de 2020
13. ↑  do Diário Causa Operária, Redação (17 de agosto de 2018). «A posição do PCO sobre a candidatura Lula». Diário Causa Operária. Consultado em 18 de agosto de 2018
14. ↑  «Causa Operária TV - Televisão Operária e Revolucionária desde 2008». Causa Operária TV. Consultado em 13 de janeiro de 2020
15. ↑  «Como é a Universidade de Férias do PCO?». Diário Causa Operária. 2 de julho de 2019. Consultado em 14 de janeiro de 2020
16. ↑  «Conheça o projeto Universidade Marxista». Diário Causa Operária. 19 de novembro de 2019. Consultado em 13 de janeiro de 2020